# Nationalstraße (Film)

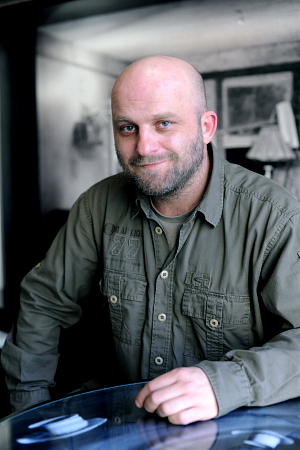
Hynek Cermak spielt den Protagonisten Vandam (Foto von 2011)

Nationalstraße (Originaltitel: Národní trída) ist ein tschechisches Filmdrama von Stepan Altrichter aus dem Jahr 2019, das auf der gleichnamigen Romanvorlage von Jaroslav Rudiš basiert. Die Fernseherstausstrahlung erfolgte am 8. September 2021 bei Arte.

## Handlung

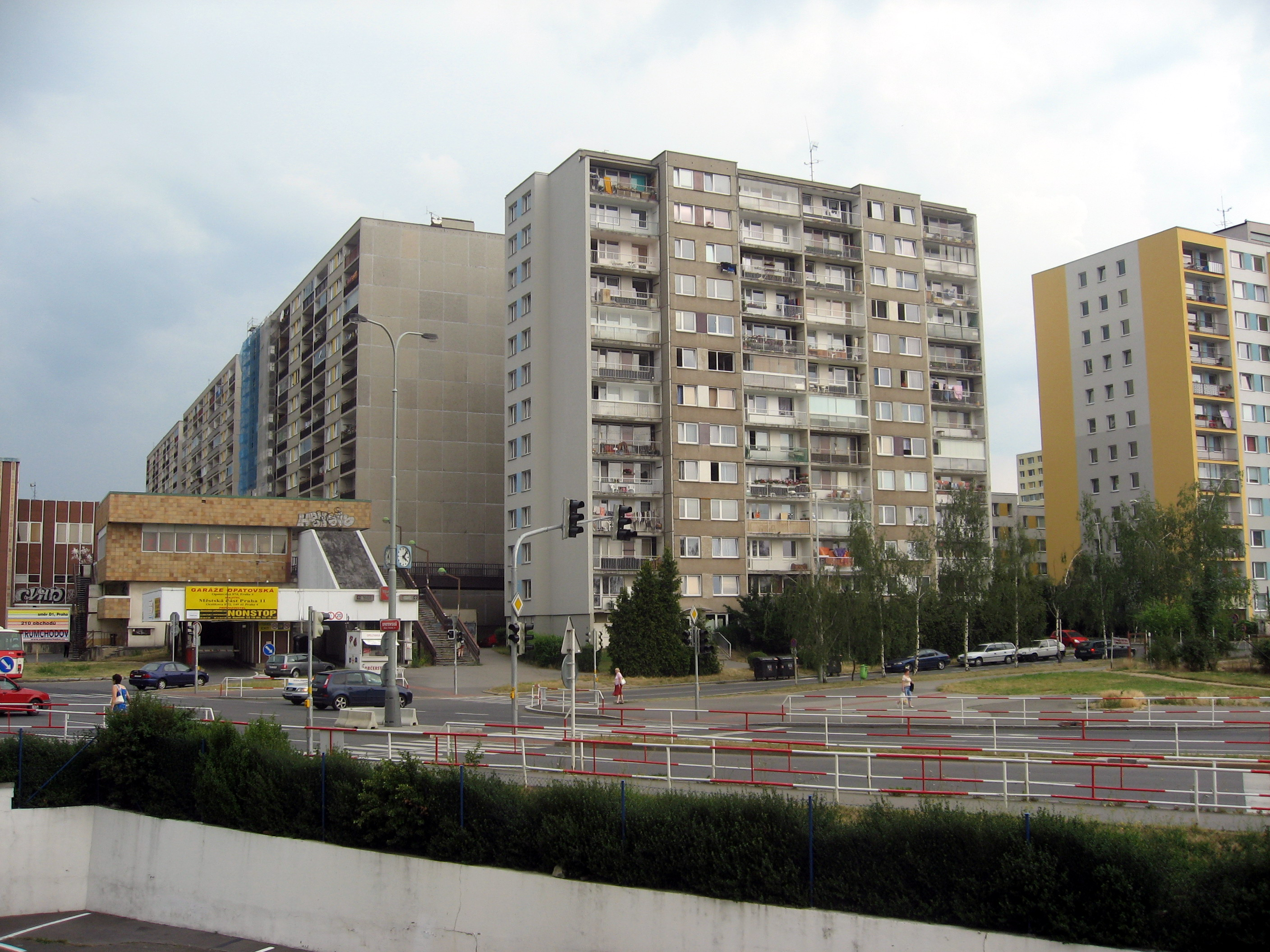
Szenen des Films wurden im Prager Stadtteil Opatov gedreht

Vandam, benannt nach dem Actionhelden Jean-Claude Van Damme, lebt allein in einer Plattenbauwohnung in der Prager Südstadt. Er hält sich täglich mit 200 Liegestützen fit, an den Wänden hängen Karten von historischen Schlachten. Sein Vater, der ihm schon früh sagte, er sollte sich nichts gefallen lassen, hat viel zu viel getrunken und ist schließlich vom Balkon gesprungen. Früher war Vandam Polizist und habe 1989 angeblich durch eine Schlägerei in der Nationalstraße (Národní třída) die Samtene Revolution eingeleitet. Deshalb habe man ihn aus dem Polizeidienst entlassen, wodurch sich sein Leben nach der Wende verschlechtert habe. Heutzutage arbeitet er auf dem Bau und lässt sich wegen des Entzugs seiner Fahrerlaubnis von seinem Kollegen Psycho im alten Familien-Skoda durch die Stadt fahren. 
Vandam prügelt sich, wenn ihn jemand provoziert, und verbringt viel Zeit in seiner Stammkneipe „Severka“. Doch diese soll jetzt schließen, weil Besitzerin Lucka Schulden von über einer Million Kronen hat und ein Investmentunternehmen wegen einer Revitalisierung des Viertels diese kaufen möchte. Da Vandam nicht nur die Kneipe liebt, sondern auch für Lucka schwärmt, möchte er sich persönlich darum kümmern und der alleinerziehenden Mutter helfen. Also lässt er sich gleich von Psycho zur Unternehmenszentrale ins Stadtzentrum – in die Nationalstraße – fahren, um den Käufer zu versprechen, dass er innerhalb einer Woche das Geld besorgen wird. Für Vandam selbst scheint zunächst alles nach Plan zu laufen, so kann er sich sogar Lucka annähern und sie verbringen schließlich eine gemeinsame Nacht miteinander. Er erzählt ihr anschließend von seiner Lebensgeschichte, zeigt sich aber auch eifersüchtig, woraufhin Lucka wieder geht. 
Vandam möchte seinen Bruder, der in der Nachwendezeit als Abgeordneter Karriere gemacht hat und mittlerweile in einer schönen Villa wohnt, um das nötige Geld bitten. Dieser lehnt jedoch ab, sodass Vandam beschließt, nachts auf eigene Faust dessen Auto zu stehlen und dieses zu Geld zu machen. Als er Lucka das Geld geben möchte, sagt diese, dass sie den Vertrag schon unterschrieben habe und demnächst ins Riesengebirge ziehen werde. Es macht Vandam wütend, dass alles umsonst gewesen sein soll. Er sucht mit Psycho den Käufer auf und richtet ihn mit seinen Fäusten übel zu. Als die Polizei Vandam später in seiner Kneipe abholt, schiebt er Lucka noch das Geld zu. Auf der Fahrt im Polizeiwagen provoziert Vandam die zwei Beamten, woraufhin diese ihn zusammenschlagen am Straßenrand liegenlassen.

## Synchronisation
Die deutsche Synchronisation übernahm die Synchron- und Tonstudio Leipzig GmbH. Das Dialogbuch stammt von Christine Blankenburg, die Dialogregie führte Christoph Drobig.
| Rolle  | Schauspieler       | Deutsche Stimme     |
| ------ | ------------------ | ------------------- |
| Vandam | Hynek Cermák       | Dietmar Wunder      |
| Lucka  | Kateřina Janečková | Aline Staskowiak    |
| Psycho | Jan Cina           | Felix Axel Preißler |
| Milner | Václav Neuzil      | Nico Birnbaum       |
| Roman  | Jiří Langmajer     | Matthias Klie       |
| Mrazák | Vadym Paraschenko  | Sven Brieger        |

## Produktion
Der Film wurde vom 7. Oktober 2018 bis zum 28. November 2018 in Prag gedreht. Aufnahmen entstanden in der Nationalstraße (Národní trída), sowie den Prager Stadtteilen Háje und Opatov.

## Rezeption

### Kritiken
Das Lexikon des internationalen Films gibt dem Film insgesamt 3 von 5 Sternen. Die Redaktion schreibt: „Ihrer unbeholfenen, ständig ins Bild gerückten symbolischen Bildsprache zum Trotz schafft es die Tragikomödie, vom Ressentiment zu erzählen, das ein Mann empfindet, dem die Marktwirtschaft jegliche Chance auf Widerstand genommen hat“.
Oliver Armknecht gibt dem Film in seiner Kritik auf film-rezensionen.de 7 von 10 Punkten. Regisseur Altrichter wage eine Gratwanderung, indem er Vandam als Täter und Opfer zugleich darstelle, zugleich abstoßend und bemitleidenswert. Der Film sei zunächst komisch, fast witzig, werde aber zunehmend tragischer und düsterer. Der ambivalent gehaltene Protagonist sei ein „Symbol einer abgehängten Gesellschaft, für die es keinen Platz mehr gibt, so sehr sie auch dagegen ankämpft.“

### Einspielergebnis
Der Film spielte in Tschechien, Deutschland und der Slowakei ungefähr 800.000 US-Dollar ein.

### Auszeichnungen
Der Film erhielt drei Nominierungen für den Český lev: Hynek Cermak als Bester Hauptdarsteller, Kateřina Janečková als Beste Nebendarstellerin und Jan Cina als Bester Nebendarsteller.